# Puitkogel
Il Puitkogel (3.345 m s.l.m.) è una montagna delle Alpi Venoste nelle Alpi Retiche orientali. Si trova in Tirolo.

## Caratteristiche
La montagna fa parte della Geigenkamm.